# Dead or Alive Xtreme Beach Volleyball
Dead or Alive Xtreme Beach Volleyball (デッド オア アライブ エクストリーム ビーチバレーボール?, Deddo oa Araibu Ekusutorīmu Bīchi Barēbōru) è un videogioco sportivo di beach volley pubblicato dalla Tecmo nel 2003 esclusivamente per la console Xbox. A differenza dei precedenti giochi della serie Dead or Alive si tratta di un videogioco sportivo e non di un videogioco di combattimento. Tre anni dopo è stato pubblicato un sequel di questo gioco: Dead or Alive Xtreme 2, dotato di migliore grafica più minigiochi interni.

## Trama
Secondo la premessa del gioco, Zack scommette la propria vittoria al torneo svolto durante Dead or Alive 3. Ne consegue la vittoria di una enorme quantità di denaro, che gli permette di diventare il proprietario di una isola che Zack battezza Zack Island. Successivamente Zack invita tutte le ragazze del torneo (insieme ad un nuovo personaggio, la sua fidanzata) sull'isola, dicendo loro che il successivo torneo si sarebbe svolto lì. Quando le ragazze scoprono la verità decidono comunque di rimanere sull'isola e trascorrere qualche giorno di vacanza.
Alla fine del periodo di due settimane, le ragazze vanno via, lasciando Zack da solo con la sua ragazza Niki. Poco dopo però un vulcano creduto inattivo, erutta improvvisamente, minacciando la completa distruzione dell'isola di Zack. Niki approfitta della confusione per fuggire utilizzando il jet pack di Zack. Zack sopravvive all'eruzione, ma l'isola viene completamente distrutta. Nel finale di Zack in Dead or Alive 4, viene mostrato nuovamente con Niki, mentre ruba un'ingente quantità di denaro, lasciando presupporre una nuova fonte di ricchezze per un eventuale seguito di Dead or Alive Xtreme Beach Volleyball.

## Modalità di gioco
Il giocatore sceglie all'inizio della vacanza uno degli otto personaggi disponibili e lo utilizza per l'intera durata della vacanza, vale a dire quattordici giorni. Ogni giorno è diviso in tre parti, la mattina, il pomeriggio e la sera, in cui il giocatore può scegliere una sola attività da svolgere per slot. La notte è invece possibile recarsi al casinò.
L'attività principale è il beach volleyball, giocato due contro due, e il personaggio ha come partner di default Lisa, il nuovo personaggio introdotto. Il gameplay è semiautomatico e richiede una certa precisione temporale: per esempio, se si sceglie di schiacciare, il personaggio salterà automaticamente ma il giocatore dovrà stare attento a scegliere il momento giusto per schiacciare. Le azioni disponibili sono la schiacciata, il palleggio, il muro e l'alzata e la loro intensità è data dalla forza con cui si preme il relativo pulsante sul controller. Le altre attività disponibili sono il "saltarello" (pool hopping) in cui il giocatore deve saltare su alcune pedane poste nella piscina senza cadere; il casinò, in cui si può giocare a blackjack, poker, slot machine e roulette, disponibile solo la notte; fare passeggiate o allenamenti nelle spiagge libere oppure parlare con gli altri personaggi.
Un altro aspetto importante del gioco è quello di simulazione, che permette al giocatore di cambiare partner attraverso lo scambio di regali che modificano la predisposizione dei personaggi non giocanti verso il personaggio. La moneta virtuale del gioco, i Zack Dollars, permette di comprare diversi oggetti, primi fa tutti costumi da bagno, che è possibile far indossare al personaggio oppure regalare agli altri. Altri oggetti acquistabili includono palloni da beach volleyball, accessori da indossare come occhiali, scarpe o cappelli, oppure oggetti generici, come peluche, chitarre e spille.
Ogni ragazza ha degli oggetti che preferisce ed oggetti che odia, e questi modificano la sua attitudine verso il giocatore. Una forte amicizia con esso significa anche un maggior impegno come partner durante le partite, oltre che una maggior predisposizione ad indossare i costumi regalati. I costumi totali sono 328, creando anche un aspetto di collezionismo per completare il gioco e invogliando il giocatore e ripetere le vacanze con più ragazze per ottenerli tutti.

## Personaggi
I personaggi giocabili nel gioco sono sette personaggi femminili provenienti da Dead or Alive, con in più Lisa, che compare per la prima volta in questo titolo. Benché Zack (doppiato da Dennis Rodman) non sia un personaggio selezionabile, compare sia all'inizio che alla fine del gioco, con brevi apparizioni anche durante il gioco. La sua fidanzata Niki, compare solo di sfuggita nelle sequenze iniziali e finali.
I personaggi giocabili sono:
- Ayane
- Christie
- Helena
- Hitomi
- Kasumi
- Leifang
- Lisa
- Tina

## Luoghi
L'intero gioco si svolge sull'Isola di Zack, in cui sono presenti diversi luoghi. È possibile giocare a beach volley nella giungla (Jungle), nella spiaggia di Niki (Niki Beach), nella spiaggia privata (Private Beach) e nell'Isola di Bass (Bass Island), ma quest'ultima è accessibile solamente il pomeriggio a causa della marea. I negozi includono uno sportivo (Sport Shop) per costumi e palle; uno di accessori (Accessory Shop), e uno di oggetti rari e particolari (Zack of All Trades). Sono inoltre presenti una piscina (Poolside), la stazione radio, l'hotel e il casinò.

## Musica
Le seguenti canzoni vengono riprodotte all'interno del gioco dalla stazione radio. È possibile selezionarle e deselezionarle, aggiungere canzoni già presenti sull'Xbox alla playlist e scegliere in quale momento del giorno riprodurle.
- How Crazy Are You? - Meja
- Is This Love - Bob Marley
- Give Me A Reason - Aswad
- Move It Like This - Baha Men
- Sweet And Deadly - Big Mountain
- If It Don't Fit - B*Witched
- Jesse Hold On - B*Witched
- Come on Over (All I Want Is You) - Christina Aguilera
- Brazilian Sugar - George Duke
- This Is It - Innosense
- Lovin' You - Janet Kay
- Me Gusta - Olga Tañón
- Pegaito - Olga Tañón
- Bitchism - Raja-Nee
- Turn It Up - Raja-Nee
- I Want Your Girlfriend To Be My Girlfriend - Reel Big Fish
- The Kids Don't Like It - Reel Big Fish
- Do It - Spice Girls

## Accoglienza
Il gioco ha ricevuto diverse critiche dopo il suo annuncio, in particolare per la rappresentazione femminile e le diverse attività incentrare alla componente voyeristica del gioco. A parte ciò, il sistema di beach volleyball è stato ben recepito, così come la grafica e l'animazione. Come risultato, le recensioni spaziano da mediocri a molto positive, con un punteggio di 74.24% su GameRankings e 73/100 su Metacritic.
La rivista Edge ha lodato le interazioni sociali e l'aspetto di simulazione del gioco, mentre Maxim il solido gameplay del volleyball, seppur notando l'attenzione posta sulla parte visiva e sul corpo femminile, dando un punteggio di 8/10. Entertainment Weekly lo ha recensito con una B, rimanendo perplesso sull'utilizzo dei soldi guadagnati facendo sport, mentre Playboy ne ha dato un punteggio di 74%, definendolo "vagamente divertente". Nel 2006, GamesRadar ha incluso le scene gravure presenti nel gioco come uno dei 100 migliori momenti della storia dei videogiochi, anche se nel 2011 FHM è rientrato nei sei giochi che "usano sfacciatamente il sesso per vendere".
Nel 2003, alla prima edizione dei Spike Video Game Awards, Dead or Alive Xtreme Beach Volleyball ha vinto nella categoria migliore animazione. In Giappone il gioco ha venduto 73,000 copie solamente il primo giorno.